# AGS JH27
Der AGS JH27 war der letzte Formel-1-Rennwagen, den das provençalische Team Automobiles Gonfaronnaises Sportives (AGS) vor der Einstellung des Rennbetriebs konstruierte. Das Auto wurde zu drei Großen Preisen der Formel-1-Saison 1991 gemeldet, nahm aber an keinem Rennen teil, da sich die Fahrer regelmäßig nicht qualifizieren konnten.

## Hintergrund
AGS befand sich zu Beginn der Saison 1991 am Rande der Zahlungsunfähigkeit. Das Budget, das im Wesentlichen durch die persönlichen Sponsoren der anfänglich verpflichteten Fahrer Stefan Johansson und Gabriele Tarquini aufgebracht wurde, reichte nur für die ersten beiden Rennen des Jahres. Zwar begann der Technikchef Michel Costa zum Jahreswechsel 1990/91 mit der Konstruktion eines neuen Autos, das die Bezeichnung AGS JH26 erhielt; angesichts der finanziellen Schwierigkeiten des Teams kam das Projekt allerdings nicht über das Entwurfsstadium hinaus. AGS begann die Saison daher mit dem überarbeiteten Vorjahresmodell AGS JH25B.
Vor Beginn der europäischen Saison übernahmen italienische Geschäftsleute das Team. Zu ihnen gehörte Patrizio Cantù, der zu dieser Zeit den Formel-3000-Rennstall Crypton Engineering leitete. Cantù brachte Crypton-Personal in das provençalische Team. Dazu gehörte der Ingenieur Christian Vanderpleyn, der von 1970 bis 1988 alle AGS-Autos konstruiert hatte und nach Umwegen über die Scuderia Coloni, Rial und Dallara seit 1990 bei Crypton als Renningenieur arbeitete. Vanderpleyn begann im Mai 1991 mit der Entwicklung eines neuen Autos für AGS. Dabei verwarf er Costas Pläne für den JH26 und nahm eine komplette Neukonstruktion vor, die die Bezeichnung JH27 erhielt. Bis zu deren Fertigstellung im Spätsommer 1991 setzte AGS weiter den problematischen JH25B ein.

## Technik
Der AGS JH27 war konventionell konstruiert. Das Cockpit war niedriger und weiter zurückversetzt als beim JH25. Der Frontflügel bestand aus zwei Einzelelementen, die links und rechts an der Fahrzeugnase befestigt waren. Als Antrieb diente ein Cosworth DFR-Achtzylindermotor, der bei Heini Mader Racing Components vorbereitet wurde.
AGS stellte zwei Exemplare des JH27 her. Sie erhielten die Fahrgestellnummern 047 und 048.

## Renneinsätze
Der erste JH27 war anlässlich des Großen Preises von Italien komplettiert, war aber nach Ansicht der Beobachter zu diesem Zeitpunkt noch nicht einsatzbereit. Gabriele Tarquini, der erfahrenere der beiden AGS-Piloten, setzte das Auto in der Vorqualifikation ein. Seine Rundenzeit war geringfügig langsamer als die seines Teamkollegen Fabrizio Barbazza, der den alten JH25B fuhr. Beide Fahrer konnten sich in Italien nicht vorqualifizieren. Beim anschließenden Rennen in Portugal sowie in Spanien, für das Tarquini durch Olivier Grouillard ersetzt worden war, hatten beide Fahrer einen JH27 zur Verfügung, konnten sich aber jeweils nicht für eine Rennteilnahme qualifizieren. Danach stellte AGS den Rennbetrieb ein.

## Weitere Verwendung
Die AGS JH27 gehörten in den 1990er-Jahren eine Zeit lang zum Inventar der AGS-Rennfahrerschule. Sie wurden von zahlenden Kunden bei privaten Fahrten auf dem Kurs von Le Luc eingesetzt.

## Rennergebnisse
AGS JH27 - Cosworth DFR V8
| Fahrer               | Nr.                  | 1 | 2 | 3 | 4 | 5 | 6 | 7 | 8 | 9 | 10 | 11 | 12   | 13   | 14   | 15 | 16 | Punkte | Rang |
| -------------------- | -------------------- | - | - | - | - | - | - | - | - | - | -- | -- | ---- | ---- | ---- | -- | -- | ------ | ---- |
| Formel-1-Saison 1991 | Formel-1-Saison 1991 |   |   |   |   |   |   |   |   |   |    |    |      |      |      |    |    | 0      | −    |
| Gabriele Tarquini    | 17                   |   |   |   |   |   |   |   |   |   |    |    | DNPQ | DNQ  |      |    |    | 0      | −    |
| Olivier Grouillard   | 17                   |   |   |   |   |   |   |   |   |   |    |    |      |      | DNPQ |    |    | 0      | −    |
| Fabrizio Barbazza    | 18                   |   |   |   |   |   |   |   |   |   |    |    |      | DNPQ | DNPQ |    |    | 0      | −    |

| Legende  | Legende            | Legende                                                          |
| Farbe    | Abkürzung          | Bedeutung                                                        |
| -------- | ------------------ | ---------------------------------------------------------------- |
| Gold     | –                  | Sieg                                                             |
| Silber   | –                  | 2. Platz                                                         |
| Bronze   | –                  | 3. Platz                                                         |
| Grün     | –                  | Platzierung in den Punkten                                       |
| Blau     | –                  | Klassifiziert außerhalb der Punkteränge                          |
| Violett  | DNF                | Rennen nicht beendet (did not finish)                            |
| Violett  | NC                 | nicht klassifiziert (not classified)                             |
| Rot      | DNQ                | nicht qualifiziert (did not qualify)                             |
| Rot      | DNPQ               | in Vorqualifikation gescheitert (did not pre-qualify)            |
| Schwarz  | DSQ                | disqualifiziert (disqualified)                                   |
| Weiß     | DNS                | nicht am Start (did not start)                                   |
| Weiß     | WD                 | zurückgezogen (withdrawn)                                        |
| Hellblau | PO                 | nur am Training teilgenommen (practiced only)                    |
| Hellblau | TD                 | Freitags-Testfahrer (test driver)                                |
| ohne     | DNP                | nicht am Training teilgenommen (did not practice)                |
| ohne     | INJ                | verletzt oder krank (injured)                                    |
| ohne     | EX                 | ausgeschlossen (excluded)                                        |
| ohne     | DNA                | nicht erschienen (did not arrive)                                |
| ohne     | C                  | Rennen abgesagt (cancelled)                                      |
| ohne     | keine WM-Teilnahme |                                                                  |
| sonstige | P/fett             | Pole-Position                                                    |
| sonstige | 1/2/3/4/5/6/7/8    | Punktplatzierung im Sprint-/Qualifikationsrennen                 |
| sonstige | SR/kursiv          | Schnellste Rennrunde                                             |
| sonstige | *                  | nicht im Ziel, aufgrund der zurückgelegten Distanz aber gewertet |
| sonstige | ()                 | Streichresultate                                                 |
| sonstige | unterstrichen      | Führender in der Gesamtwertung                                   |